# Jadwiga Piłsudska
Jadwiga Piłsudska-Jaraczewska (n. 28 februarie 1920, Varșovia, Polonia – d. 16 noiembrie 2014, Varșovia, Polonia) a fost o arhitectă poloneză. Era una dintre cele două fiice ale lui Józef Piłsudski.